# Al-Hakim II
Abu-l-Abbàs Àhmad al-Hàkim bi-amr Al·lah (in arabo أبو العباس أحمد الحاكم بأمر الله‎?), noto tra gli storici come al-Hakim II (Il Cairo, ... – Il Cairo, 1352) è stato il quinto califfo abbaside del Cairo.
Regnò dal 1341 al 1352, dopo essere succeduto ad al-Wathiq I, sotto la tutela dei Mamelucchi d'Egitto. Era figlio di Al-Mustakfi.